# Sona Diabaté
Pour les articles homonymes, voir Diabaté.
Sona Diabaté est une chanteuse guinéenne née à Tiro en 1959.
Son père était le chanteur Hadji Djeli Fodé Diabaté, qui lui a appris non seulement à chanter, mais aussi à jouer du balafon. Après l'école, elle commence une carrière de chanteuse de griots. Après avoir rencontré Miriam Makeba (qui vivait alors en Guinée), elle a rejoint le premier groupe féminin africain, Les Amazones de Guinée.
En 1996, la chanson Garé-Garé a atteint le numéro 3 dans les World Music Charts Europe.
Elle a également été invitée au Festival de Würzburg. En Europe elle est apparue dans le groupe de musique mondiale Argile.

## Albums
- Sons de la savane (1983)
- Kankele-Ti (1988)
- Garé Garé (1996)
- Argile feat. Sona Diabaté : live in Africa & Europe (1998)
- Argile present Mandingo Festival (2000).